# Joseph Wauters (homme politique)
Pour les articles homonymes, voir Joseph et Wauters.
Joseph Wauters, né à Rosoux-Crenwick le 8 novembre 1875 et décédé à Uccle le 30 juin 1929, est un homme politique belge qui habitait à Waremme.

## Biographie

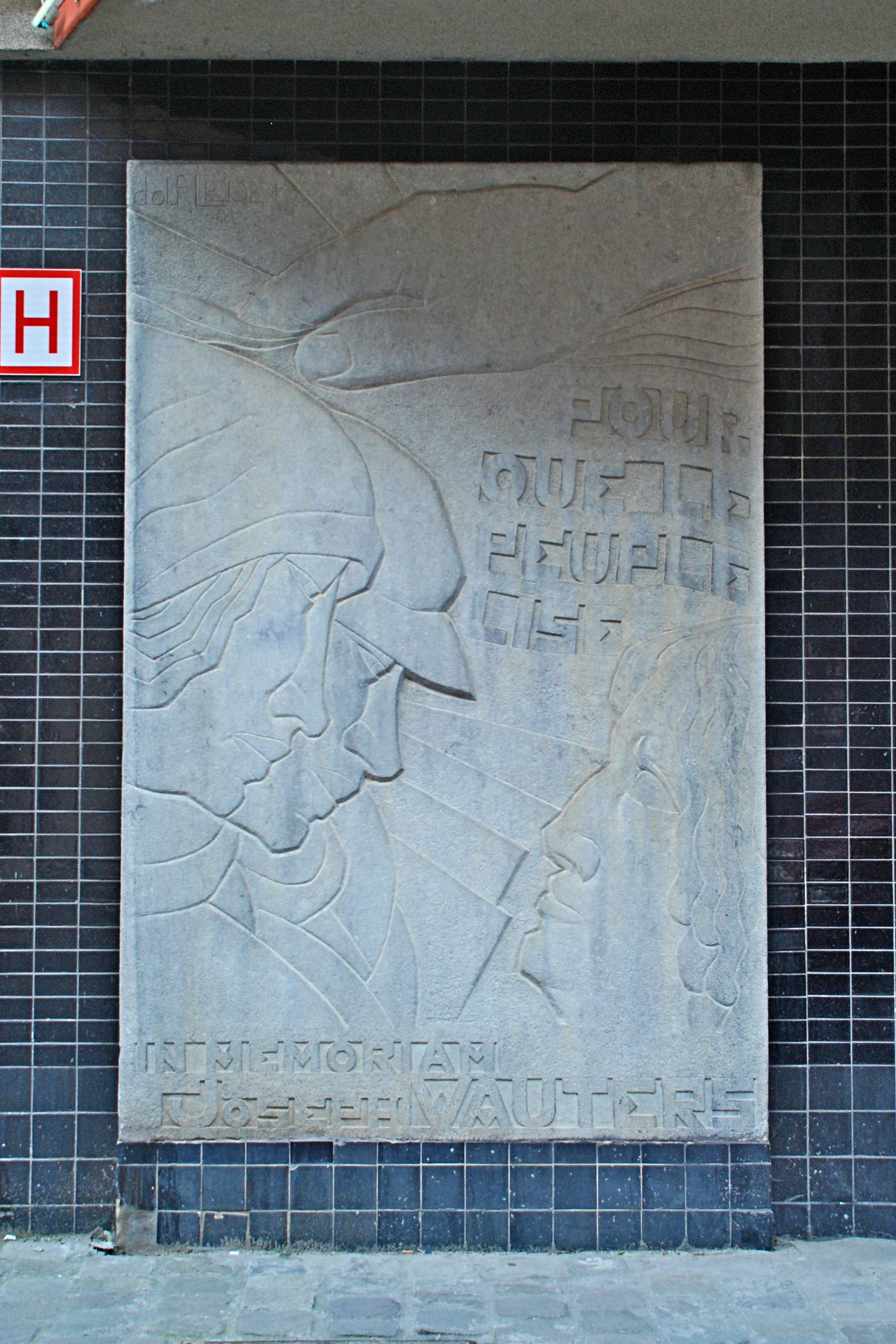
Bas relief « Pour que le peuple lise » à la mémoire de Joseph Wauters sur la façade de l'Ancienne imprimerie du quotidien Le Peuple à Bruxelles.

Joseph Wauters appartient à une famille paysanne. Il est l'aîné des neuf enfants de Gustave Wauters (né le 28 février 1842) et Caroline Sera (née le 15 août 1847). Docteur en sciences physico-chimiques, Joseph Wauters dirige les travaux de laboratoire de l'Université de Liège où il a obtenu ses diplômes. Plus tard, il s'intéresse au domaine social et à la condition de vie des travailleurs. En 1895, il fonde la première société de Secours Mutuel. À la fin de la guerre, il fait partie du nouveau Gouvernement d'union nationale en tant que Ministre de l’Industrie, du Travail et du Ravitaillement. C'est à ce poste qu'il fit voter la loi des huit heures. Il meurt le 30 juin 1929 des suites d'une longue maladie. Aucune descendance connue n'est issue de son mariage.

## Études et carrière
Joseph Wauters a fait ses études à l'école moyenne. Étant un élève brillant, il continue sa scolarité à l'Athénée puis à l'université de Liège.
Il fut nommé professeur à l'école de Tannerie pendant un an. Il enseigna la physique et la chimie et dirigea le laboratoire d'essais et de recherches. Il rédige le bulletin technique et économique de la Bourse aux cuirs de Liège.
Il arrête le professorat en 1910 après sa nomination de directeur du journal "Le Peuple".
Il fonde en 1895 la première mutualité de secours pour les ouvriers malades ainsi que le premier syndicat d'ouvrier paveur en 1898. Il créa la première coopération en région agricole à Waremme.
Il a combattu contre la lutte de la tuberculose et la mortalité infantile fondé en 1905, les dispensaires antituberculeux de la Hesbaye et des consultations de nourrissons.[Quoi ?]
En 1897,Joseph Wauters collabore avec Émile Vandervelde et écrit une des premières monographies agricoles de Belgique.
Le 28 septembre 1898, il fonde la coopérative "La Justice" à Waremme, il est alors surnommé "Jeck".
En 1902 à Amiens, il participe à divers congrès agricole socialiste et au premier congrès International d'Automobilisme agricole.
Le 23 juin 1909, il prononce un discours en faveur des ouvriers agricoles et petits cultivateurs mal protégés. À cette époque, il profite de la démission du député Pascal Braconier pour tenter sa chance dans la Chambre des représentants mais son intervention pour les ouvriers marque ses collègues.
Il a également fait partie du Comité de Secours et de ravitaillement du pays et il proteste contre la déportation des hommes face aux Allemands après la Première Guerre mondiale.
C'est en 1919 que celui-ci est pris pour la personne à la tête des lois sociales après l'inscription du suffrage universel dans la Constitution.

## Réformes
Joseph Wauters a associé son nom a plusieurs réformes telles que la création des assurances contre le chômage, il a institué les premières pensions de vieillesse, généralisé la journée de huit heures, assoupli le droit de grève et il a fait voter beaucoup d'autres réformes sociales.

## Mémoire
Un monument est érigé à Waremme en sa mémoire. De plus, de nombreuses places, placettes et rues portent son nom en Belgique, comme à Amay, Anderlecht, Ans, Berloz, Flémalle, Saint-Georges-sur-Meuse, Chapelle-lez-Herlaimont, Dampremy, Engis, Estinnes,
Frameries, Grand-Reng, Hensies, Huy, Marchin, Niel, Nivelles, Pont-à-Celles, Quevaucamps, Renaix, Strépy-Bracquegnies, Seilles, Sprimont, Jemeppe-sur-Sambre, Anderlues, Tilff-Esneux, Verviers, Dolhain, Forchies-la-Marche, Kessel-Lo (Louvain), Saint-Mard (Virton), Saintes, Waremme et Jemelle. C'est également le cas de certaines écoles communales comme à Ville-en-Hesbaye, Schaerbeek, Falisolle, Vivegnis, Familleureux et Wanze.

## Publication
Outre son action politique, il est également l'auteur de livres comme Le Congo du travail en 1924 ainsi que L'enseignement professionnel en Belgique : série de conférences faites à la Maison du Livre en 1922.